# Daniel Roby
Daniel Roby (Montreal, 25 de outubro de 1970) é um cineasta do Quebec que também trabalhou como diretor de fotografia, produtor e editor.

## Biografia
Daniel Roby se formou pela Universidade Concórdia e pela Universidade do Sul da Califórnia. Seu primeiro longa-metragem, La Peau blanche (2004), foi premiado como Melhor Primeiro Longa-Metragem Canadense no Festival Internacional de Cinema de Toronto (TIFF) e foi nomeado um dos 10 melhores filmes canadenses do ano. O Museu de Arte Moderna (MoMA) também lhe concedeu o mesmo prêmio. Em 2005, ele ganhou o Prêmio Claude Jutra no Genie Awards. Seu segundo longa-metragem, Funkytown, estreou no Festival de Cinema de Toronto de 2010, foi lançado nos cinemas em 2011 e alcançou a maior bilheteria no Canadá em 2011. Ao longo de 2015, ele dirigiu três episódios de Versalhes, produção do Canal+ com orçamento de US$ 45 milhões que cobre a vida de Luís XIV. Seu quarto filme, Dans la brume, foi lançado em 2018; e recebeu oito indicações no 7º Prêmio Canadense de Cinema em 2019, incluindo Melhor Filme e uma indicação para Roby como Melhor Diretor. Em 2020, foi lançado o filme Suspect numéro un, dramatizando um incidente da carreira do jornalista da vida real Victor Malarek. Em 2022, ele dirigiu a terceira temporada da série de TV La Faille. Em 2023, ele foi anunciado como diretor de Villeneuve, um futuro filme biográfico do piloto canadense Gilles Villeneuve.

## Filmografia

### Como diretor de fotografia
- 2000: La promesse
- 2001: Trick or Treat (telefilme)
- 2001: Nos bras meurtris vous tendent le flambeau
- 2002: Fly Fly
- 2003: Hommes en quarantaine (série de TV)
- 2003: Quelques instants de la vie d'une fraise
- 2003: La cérémonie (curta-metragem)
- 2004: La Vie rêvée de Mario Jean (série de TV)
- 2006: François en série (série de TV)

### Como diretor
- 2003: Quelques instants de la vie d'une fraise
- 2004: La Peau blanche
- 2011: Funkytown
- 2013: Louis Cyr : L'Homme le plus fort du monde
- 2015: Versailles (série de TV)
- 2018: Dans la brume
- 2020: Suspect numéro un

### Como produtor
- 2000: Lila (co-produtor)
- 2001: Nos bras meurtris vous tendent le flambeau
- 2003: Quelques instants de la vie d'une fraise
- 2003: A Tall Tale
- 2003: La cérémonie
- 2004: La Peau blanche
- 2007: Still Life (produtor executivo)
- 2020: Suspect numéro un

## Como roteirista
- 2004: La Peau blanche (co-escrito)
- 2020: Suspect numéro un

## Prêmios e indicações
- 2005: Prêmio Claude Jutra por La Peau blanche.
- 2005: Prêmio de Melhor Longa-Metragem Canadense no Festival de Cinema e Vídeo Independente de Victoria por La Peau blanche.
- 2004: Prêmio de Melhor Primeiro Filme Canadense no TIFF pour La Peau blanche.